# Капитан, Рене
Рене Мари Альфонс Шарль Капитан (фр. René, Marie, Alphonse, Charles Capitant; 19 августа 1901[…], Ла-Тронш — 23 мая 1970[…], Сюрен) — французский юрист и политик, министр юстиции (1968—1969).

## Биография
Сын юриста Анри Капитана, в 1930 году получил степень агреже по публичному праву в Страсбургском университете и в последующие годы преподавал на юридическом факультете университета, в региональной школе архитектуры и в Центре германских исследований. В 1933—1934 годах осуществил при помощи фонда Рокфеллера поездку в Германию для изучения процессов, связанных с распространением в этой стране нацистских идей. С 1936 года работал в кабинете Леона Блюма, с началом войны в 1939 году добровольно записался в Вооружённые силы и был направлен в штаб 5-й армии, где впервые встретил Шарля Де Голля. В декабре 1940 года, находясь после поражения Франции в Алжире, вступил в Движение сопротивления и работал на кафедре истории права Алжирского университета. В 1943 году генерал Де Голль назначил Рене Капитана комиссаром народного образования в Французском комитете национального освобождения, которую он сохранял до октября 1945 года уже в составе Временного правительства. 21 октября 1945 года был избран депутатом Национального собрания от Нижнего Рейна, позднее создал «Голлистский союз» (Union Gaulliste). 10 ноября 1946 года был избран в парламент от департамента Сена, но в 1951 году потерпел поражение при попытке избрания от департамента Изер. С 5 июля по 30 сентября 1951 года вновь преподавал на юридическом факультете Страсбургского университета, далее — на юридическом факультете Парижского университета; в тот же период стал президентом Национального совета Объединения французского народа (RPF). В 1957 году возглавил в Токио Франко-японский дом, в 1960 году вернулся в Париж и присоединился к своим единомышленникам — левым голлистам в Демократическом союзе труда (UDT). В период с мая по ноябрь 1962 года занимал должность юридического и технического советника по Алжиру, затем вновь избран в парламент от департамента Сена, в 1967 году переизбран. 21 мая 1968 года сдал мандат, отказавшись голосовать за доверие правительству Помпиду в разгар тяжёлого социального кризиса, но в июне был вновь избран в Национальное собрание.
31 мая 1968 года в четвёртом правительстве Помпиду состоялась серия кадровых перестановок, в результате которых Рене Капитан получил портфель министра юстиции.
13 июля 1968 года сохранил свою должность при формировании правительства Кув де Мюрвиля и вышел из него 28 апреля 1969 года (27 апреля 1969 года во Франции прошёл инициированный президентом Шарлем Де Голлем референдум о конституционной реформе, на следующий день глава государства признал поражение и ушёл в отставку).

## Труды
- L’Illicite, Paris, Dalloz, 1928
- La Réforme parlementaire, Paris, Suey, 1934
- L'Œuvre juridique de Raymond Carré de Malberg, 1937
- L’Idéologie nationale-socialiste, 1938
- Premiers Combats pour la Constitution, Strasbourg, L’Alsace libérée, 1946, 63 p.
- Pour une Constitution fédérale, Paris, Renaissances, 1946, 62 p.
- Le Changement de régime, 1952
- Écrits politiques : Institutions, Paris, Flammarion, 1971, 433 p.
- Démocratie et participation politique, Paris, Bordas, 1972, 184 p.
- Face au nazisme (écrits de 1933 à 1938 réunis par Olivier Beaud), 2004
- Ecrits d’entre-deux guerres (1928—1940) (textes réunis et présentés par Olivier Beaud), Panthéon-Assas, 2004